# Riólito

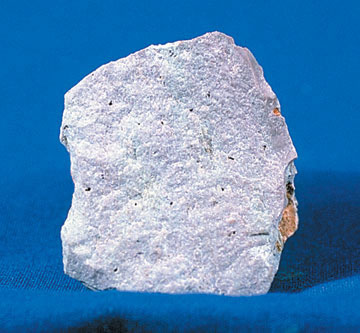
Riolito

Riólito ou riolito é uma rocha ígnea vulcânica de cor clara, correspondente extrusiva do granito. É densa e possui uma granulação fina. Também é chamado de quartzo-pórfiro. A sua composição mineral inclui geralmente quartzo, feldspatos alcalinos e plagioclases. os minerais acessórios mais comuns são a biotite e  quartzo. Sua cor é cinza avermelhada, rosada, podendo ser até preta. A sua textura varia de afanítica a porfirítica, possuindo em alguns casos um certo arranjo orientado como consequência do movimento da lava. Dá-se a este aspecto o nome de textura fluidal. Os fenocristais são normalmente de quartzo e feldspatos. Em relação aos basaltos, também rochas extrusivas, possuem uma ocorrência muito menor, não chegando a formar grandes corpos.